# Simple Symphony
La Simple Symphony op.4 de Benjamin Britten est une œuvre orchestrale composée en 1934.

## Historique

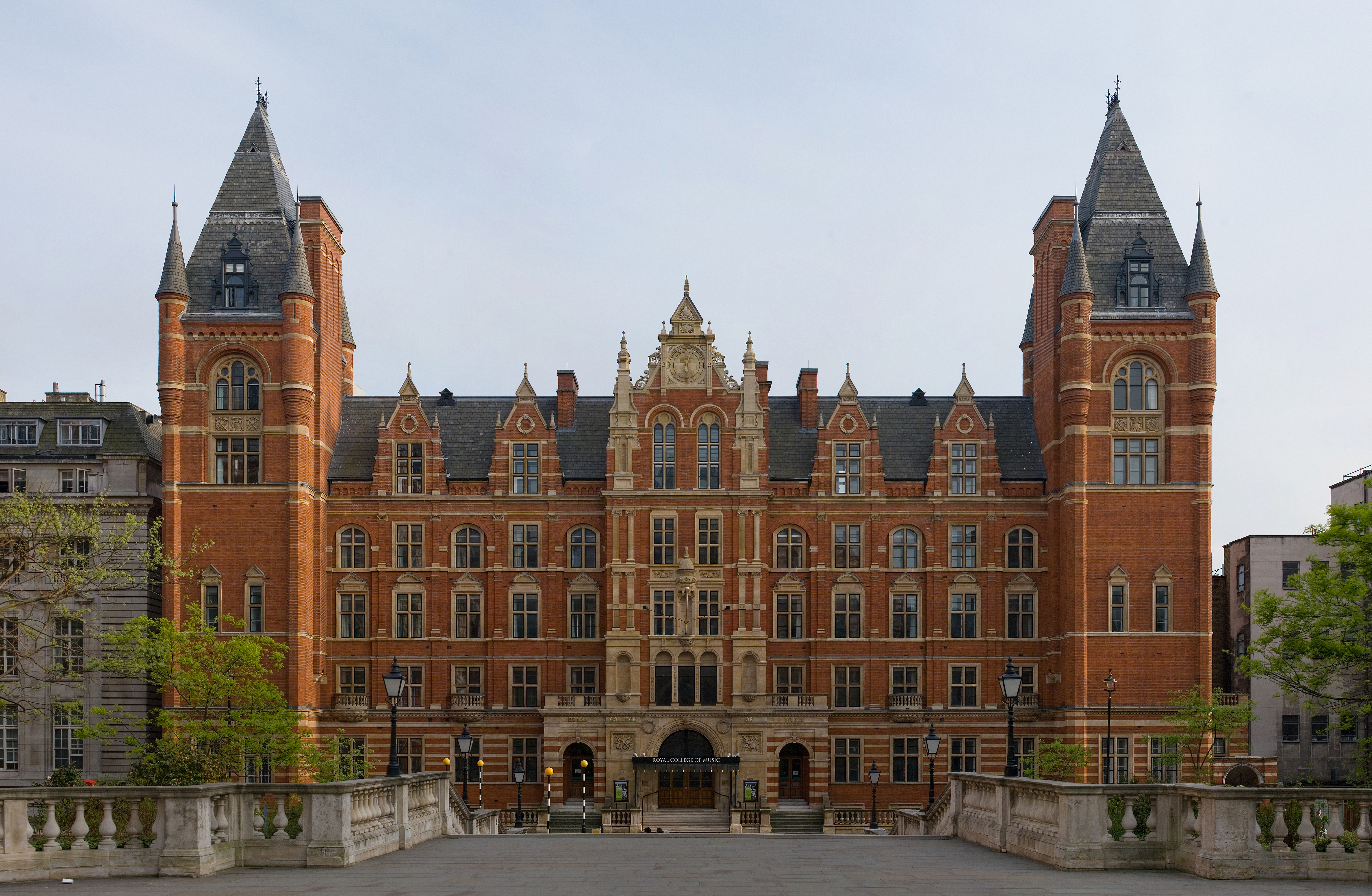
Le Royal College of Music, où Benjamin Britten finissait ses études quand il a composé la Simple Symphony.

La Simple Symphony a été composée par Benjamin Britten entre décembre 1933 et février 1934, alors qu'il est âgé de vingt ans, à Lowestoft, alors qu'il termine son cursus au Royal College of Music. Elle est dédiée à Audrey Alston (Mrs Lincolne Sutton) qui était le professeur d'alto de Benjamin Britten et qui lui a fait découvrir la musique de Frank Bridge.
La Simple Symphony utilise des bribes de partition que le compositeur avait écrites pour piano lorsqu'il était un jeune adolescent, entre 1923 et 1926. Le compositeur écrit de nouveaux développements sur ces fragments, cherchant à conserver un esprit juvénile tout en mettant en œuvre tout son savoir-faire.
L'œuvre est créée le 6 mars 1934 au Stuart Hall de Norwich par le Norwich String Orchestra, un orchestre amateur dirigé par le compositeur.
Sa popularité réside en partie dans la simplicité de son orchestration pour cordes, accessible à de petits orchestres amateurs ou à un quatuor à cordes.

## Structure
D'une durée d'environ 18 minutes, la Simple Symphony est structurée en quatre mouvements :
1. Boisterous Bourrée (Bourrée turbulente) – 3 min
2. Playful Pizzicato (Pizzicato taquin) – 3 min
3. Sentimental Sarabande (Sarabande sentimentale) – 9 min
4. Frolicsome Finale (Final enjoué) – 3 min 15 s

Huit thèmes principaux apparaissent dans la symphonie, deux par mouvements, dont le plus célèbre est le pizzicato. Elle respecte la structure et les relations entre les tonalités utilisées dans les symphonies classiques. Les premier et dernier mouvements sont basés sur la forme sonate. Les titres indiquent un esprit néo-classique empreint d'humour et d'un rapport à l'enfance.

### Boisterous Bourrée
Ce premier mouvement de danse est construit sur la forme sonate. La structure de la ligne mélodique et l'entrelacement des motifs dessinent un contrepoint inscrit dans un esprit néo-baroque. Le mouvement s'inspire de :
- Bourrée: Allegro vivace, tiré de la Suite pour piano no 1 en mi, opus 24 (18 octobre 1925)
- A Country Dance (Now the King Is Home Again), chanson pour voix et piano sur un texte d'Alfred Tennyson extrait de The Foresters (en) (1923)

### Playful Pizzicato
Le deuxième mouvement, joueur et rapide, est entièrement joué pizzicato. Évoquant une danse baroque, il respecte la forme d'un scherzo, avec un trio central un peu plus lent, basé sur une structure mélodique de trois mesures. Le mouvement s'inspire de :
- Scherzo, tiré de la Sonate pour piano en si bémol majeur, opus 5 (probablement été 1925)
- The Road Song of the « Bandar-Log » (Here We Go in a Flung Festoon), chanson pour voix et piano sur un texte de Rudyard Kipling (vers 1923)

### Sentimental Sarabande
Cette sarabande pourrait être une chanson populaire anglaise dans le style de Ralph Vaughan Williams, compositeur que Britten reniera plus tard. Le morceau est construit sur une structure ABA, avec un premier thème emphatique sur une pédale de sol qui contraste avec un second thème plus doux, reprenant un rythme de danse baroque. Les deux thèmes se retrouvent en contrepoint dans la coda. Le mouvement s'inspire de :
- Prelude (allegro di molto), tiré de la Suite pour piano no 5 en fa dièse mineur, opus 25 (octobre 1925)
- Valse for Piano en Si majeur, chanson pour voix et piano sur un texte de Rudyard Kipling (1923)

### Frolicsome Finale
De forme sonate, le dernier mouvement bouscule l'harmonie, la mesure, les textures et les dynamiques. Le Final commence par une introduction avec des accords dramatiques en quintes ouvertes, suivi par un thème exposé au violoncelle qui rappelle celui de la Boisterous Bourée, avec l'ajout de lignes chromatiques descendantes. Le mouvement s'inspire de :
- Final, tiré de la Sonate pour piano no 9 en do dièse mineur, opus 38 (mars 1926)
- Chanson, non identifiée (1934)

## Arrangements
Howard Ferguson a arrangé les deuxième et troisième mouvements pour deux pianos.

## Utilisations artistiques

### Danse
En 1944, Walter Gore écrit une chorégraphie sur la Simple Symphony, jouée pour la première fois à Bristol le 29 novembre 1944 devant un public de militaires. Le Ballet Rambert interprète cette chorégraphie pendant le passage de Gore au ballet, durant une tournée en Australie entre 1947 et 1949.

### Cinéma
De nombreux thèmes de la symphonie sont aussi utilisés pour la musique du film Mauvais sang (1986) de Leos Carax, ainsi que le pizzicato dans le film Moonrise Kingdom (2012) de Wes Anderson. Le troisième mouvement, Sentimental Sarabande, est utilisé pour le film Mr Nobody (2009) de Jaco Van Dormael.

## Discographie sélective
Benjamin Britten enregistre lui-même cette œuvre à la tête du English Chamber Orchestra en 1969.